# Sajóecseg vasútállomás
Sajóecseg vasútállomás egy Borsod-Abaúj-Zemplén vármegyei vasútállomás, Sajóecseg településen, a MÁV üzemeltetésében. A belterület délnyugati széléén helyezkedik el, nem messze a 2618-as út vasúti keresztezésétől, déli irányban; közúti elérését csak önkormányzati utak biztosítják.

## Vasútvonalak
Az állomást az alábbi vasútvonalak érintik:
- Miskolc–Bánréve–Ózd-vasútvonal
- Sajóecseg–Hídvégardó-vasútvonal

## Kapcsolódó állomások
A vasútállomáshoz az alábbi állomások vannak a legközelebb:
- Sajókeresztúr megállóhely (Miskolc–Bánréve–Ózd-vasútvonal)
- Sajószentpéter-Piactér megállóhely (Miskolc–Bánréve–Ózd-vasútvonal)
- Alsóboldva megállóhely (Sajóecseg–Hídvégardó-vasútvonal)

## Megközelítés tömegközlekedéssel
- Helyközi busz:  3703, 3772, 3776, 3777, 3795, 3797

## Forgalom
| Járat              | Útvonal | Gyakoriság               |
| ------------------ | --- | ------------------------ |
| személyvonat       | Miskolc-Tiszai – Miskolc-Gömöri – Sajóecseg – Sajószentpéter – Kazincbarcika alsó – Kazincbarcika – Sajókaza – Vadna – Dubicsány – Putnok – Pogonyipuszta – Bánréve – Bánrévei Vízmű – Ózd alsó – Ózd                                                                              | Napi 2 pár               |
| személyvonat       | Miskolc-Tiszai – Miskolc-Gömöri – Sajókeresztúr – Sajóecseg – Sajószentpéter – Kazincbarcika alsó – Kazincbarcika – Putnok – Bánréve – Ózd alsó – Ózd | 1-2 óránként             |
| személyvonat       | Miskolc-Tiszai – Miskolc-Gömöri – Szirmabesenyő – Sajókeresztúr – Sajóecseg – Alsóboldva – Boldva – Borsodszirák – Edelény alsó – Edelény – Szendrőlád (– Büdöskútpuszta) – Szendrő – Szendrő felső – Szalonna – Perkupa – Jósvafő-Aggtelek – Bódvaszilas – Komjáti – Tornanádaska | 2 óránként               |
| Sajó expresszvonat | Kazincbarcika → Sajószentpéter → Sajóecseg → Miskolc-Gömöri → Budapest-Keleti | Vasárnap 1 Budapest felé |